# (34791) Ericcraine
(34791) Ericcraine est un astéroïde de la ceinture principale.

## Description
(34791) Ericcraine est un astéroïde de la ceinture principale. Il fut découvert le 18 septembre 2001 à l'observatoire Goodricke-Pigott par Roy A. Tucker. Il présente une orbite caractérisée par un demi-grand axe de 2,58 UA, une excentricité de 0,11 et une inclinaison de 3,1° par rapport à l'écliptique.